# Matteo Vitaioli
Matteo Vitaioli (* 27. října 1989, Fiorentino) je sanmarinský fotbalový útočník, reprezentační kapitán. Od roku 2022 hraje za SP La Fiorita. Pracuje jako grafický designér.

## Sportovní kariéra
Hrál za čtyři kluby: San Marino Calcio, FC Fiorentino, Sammaurese a Tropical Coriano. Čtyřikrát byl na hostování, v Empoli FC, ASD Cagliese, Real Montecchio a PD Castellarano. 
Nejvícekrát reprezentoval svoji zemi (96×). 8. září 2015 vstřelil první venkovní gól reprezentace po 14 letech.

### Reprezentační góly
| #  | Datum        | Místo                       | Soupeř | Skóre na | Výsledek zápasu | Soutěž                                 |
| -- | ------------ | --------------------------- | ------ | -------- | --------------- | -------------------------------------- |
| 1. | 8. září 2015 | LFF Stadium, Vilnius, Litva | Litva  | 1–1      | 1–2             | Kvalifikace na Mistrovství Evropy 2016 |